# Raubrittertor

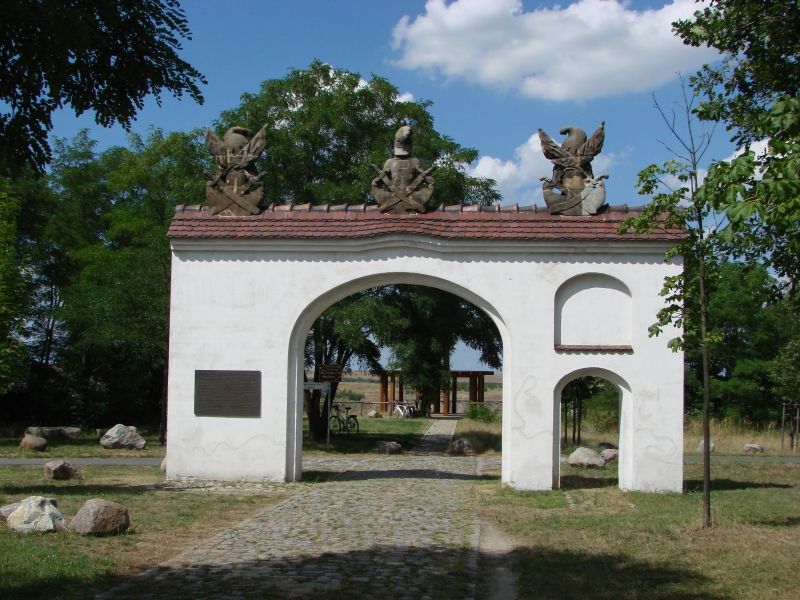
Raubrittertor in Klinge, Rückseite

Das Raubrittertor ist ein ursprünglich um das Jahr 1700 im Ort Klinge in der Niederlausitz errichteter Torbogen mit drei Rüstungstrophäen. Es war das Eingangstor des Ritterguts Klinge. 1973 wurde der Torbogen bei einem Unfall zerstört und wegen der geplanten Devastierung des Ortes zum Abbau von Braunkohle durch den Tagebau Jänschwalde nicht wieder aufgebaut. Die drei Rittertrophäen auf dem Tor wurden gesichert. 
An zwei Standorten wurden Nachbildungen des Tores aufgebaut. Die eine entstand in den 1980er Jahren im etwa zehn Kilometer entfernten Groß Schacksdorf. 2001 wurde in Klinge südlich des Ursprungsstandorts ein weiterer Nachbau des Tores errichtet und mit den originalen Figuren versehen.
Die Figuren auf beiden nachgebauten Toren stehen auf der Denkmalliste des Landes Brandenburg.

## Lage

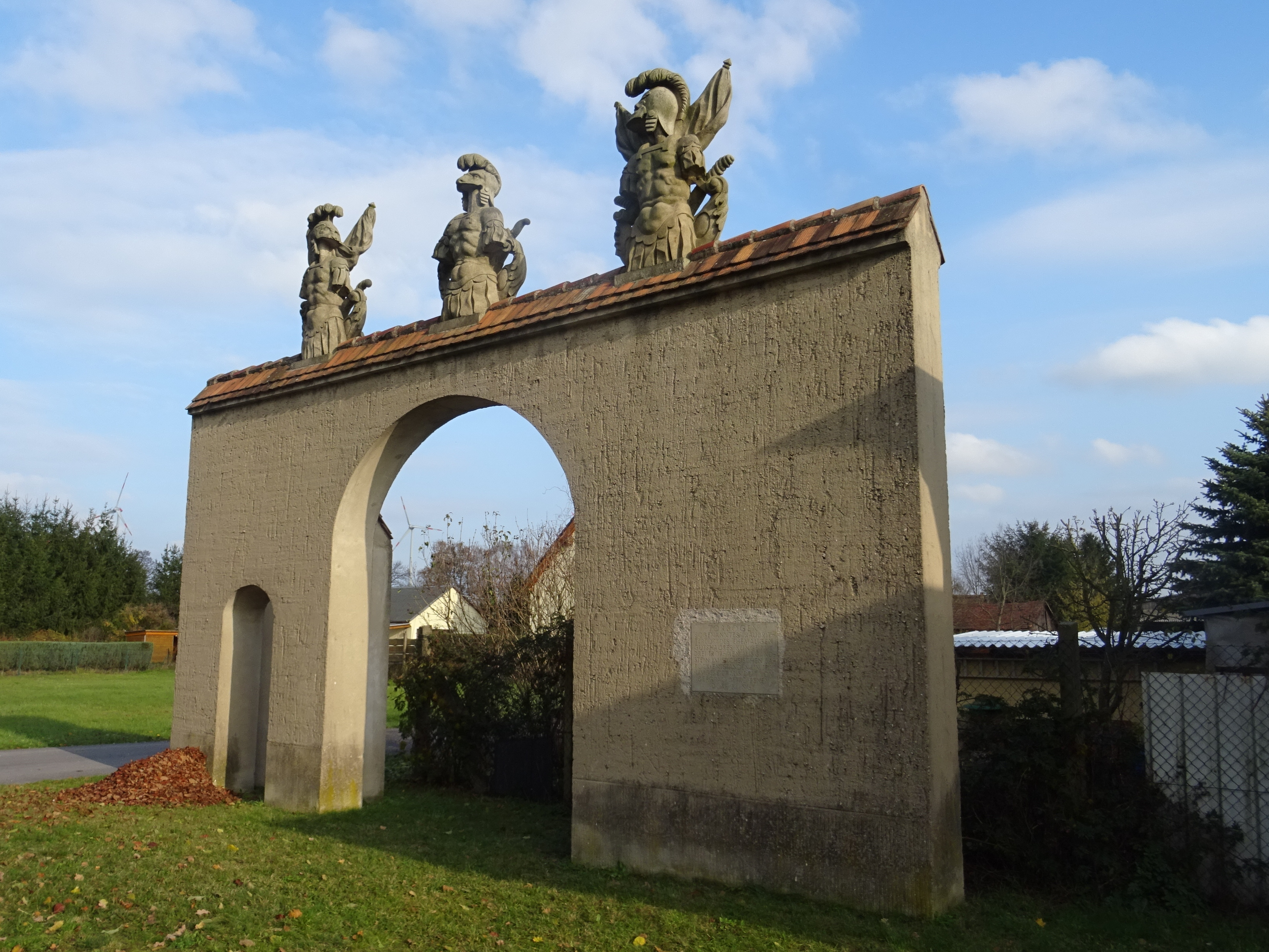
Raubrittertor Groß Schacksdorf

Das ursprüngliche Tor stand am Nordeingang zum Rittergut Klinge, etwa acht Kilometer westlich der Stadt Forst (Lausitz) (Lage). Der größte Teil des Dorfes einschließlich des Gutshofsgeländes wurde in den 1980er Jahren für den Braunkohletagebau abgebaggert, heute liegt dort der Klinger See. Der südliche Teil des Dorfes mit dem Bahnhof Klinge, etwa einen Kilometer südsüdwestlich des Gutshofsgeländes, ist erhalten geblieben. Der Standort des neuen Tores in Klinge ist etwa 400 Meter nordnordöstlich des Bahnhofs an einem Aussichtspunkt am Rande des Tagebaurestlochs (Lage). Das Gebiet gehört zur Gemeinde Wiesengrund im Landkreis Spree-Neiße. Die Kopie des Tores steht im Ort Groß Schacksdorf (Gemeinde Groß Schacksdorf-Simmersdorf) ebenfalls im Landkreis Spree-Neiße, etwa fünf Kilometer südlich von Forst (Lausitz). Es wurde östlich am Rande des dortigen Gutshofs aufgestellt (Lage).

## Geschichte
Das ursprüngliche Tor wird auf das späte 17. oder frühe 18. Jahrhundert datiert. Vermutlich hat die Gestalt der drei Rittertrophäen auf dem Tor zum Namen „Raubrittertor“ geführt. Allerdings gab es zu Zeiten des Torbaus schon lange keine Raubritter mehr in der Region.
Der letzte adlige Besitzer Waldemar von Treskow erwarb das nach einem Brand 1896 wiederaufgebaute Gut im Jahre 1914, verkaufte es allerdings 1918 wieder.
Im Zweiten Weltkrieg blieb die Anlage des Gutes in Klinge ohne größere Zerstörungen, das Gutshaus wurde als Schule genutzt. Im Jahr 1973 fuhr ein landwirtschaftliches Fahrzeug gegen das Tor und beschädigte es stark, die Ritterbüsten fielen hinunter und wurden beschädigt. Das Tor wurde im gleichen Jahr abgerissen. Ein Wiederaufbau der Anlage unterblieb, da auf lange Sicht die Abbaggerung des Dorfes für den Kohleabbau schon beschlossen war. Die Gemeindeverwaltung stimmte im Jahr 1980 dem Abriss des Dorfes endgültig zu.

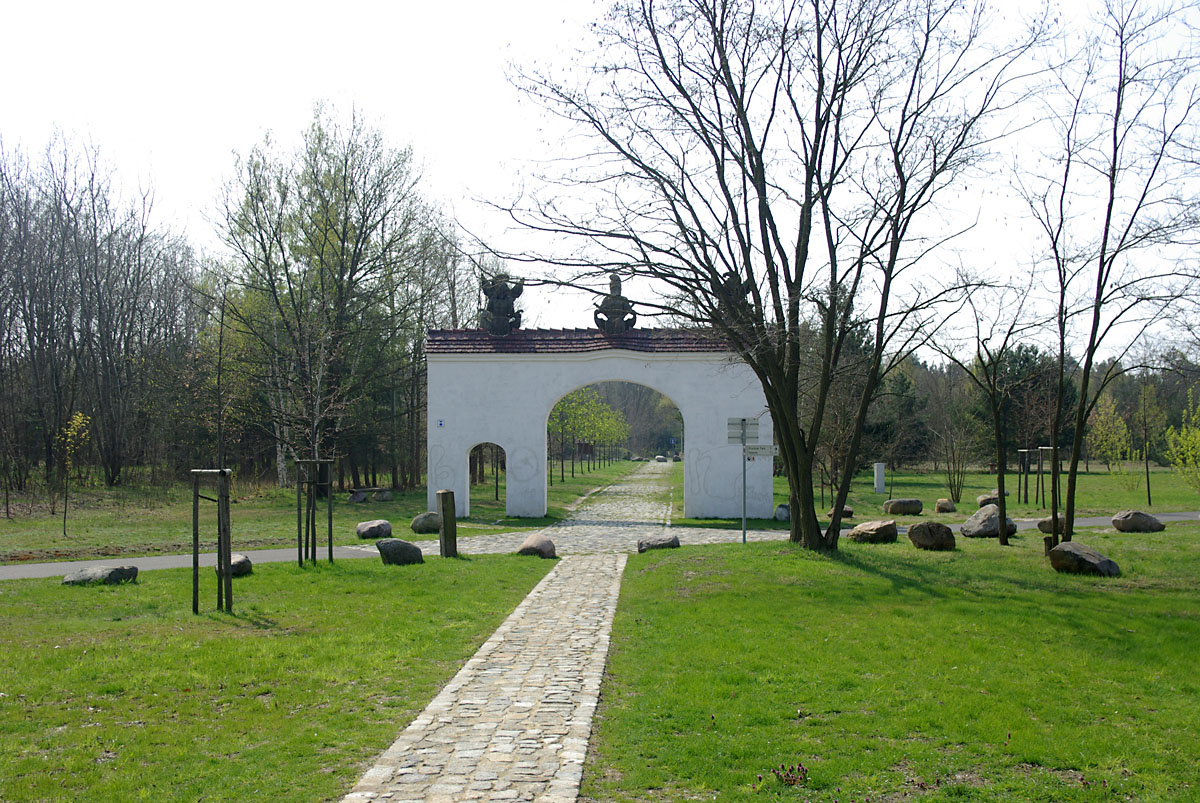
Neues Raubrittertor in Klinge

Die Figuren waren nach dem Unfall einem Dresdener Betrieb übergeben worden, der sie von Studenten im Praktikum restaurieren ließ. Diese fertigten auch Kopien der Figuren an. Auf Betreiben der Denkmalpflege wurde ein baugleiches Tor im etwa zehn Kilometer von Klinge entfernten Groß Schacksdorf gebaut und die Kopien der Figuren auf dem Tor aufgestellt. Das Tor in Groß Schacksdorf ist in der Denkmalliste auf das Jahr 1984 datiert. Die Originalfiguren wurden für mehrere Jahre im Rosengarten in Forst aufgestellt.
Ursprüngliche Pläne, auch den südlichen Teil des Dorfes Klinge mit dem Bahnhof für den Braunkohletagebau abzubaggern, wurden nach der Wende in der DDR nicht mehr verfolgt. Die aus dem Tagebau Jänschwalde entstandene Grube wird seit Anfang der 2000er Jahre geflutet, hier entsteht der Klinger See. Am Rande des Sees entstand ein Aussichtspunkt, in dessen Bereich bis 2004 ein zweites Raubrittertor aufgebaut und mit den originalen Figuren versehen wurde und ebenfalls in die Denkmalliste des Landes Brandenburg eingetragen wurde.

## Anlage

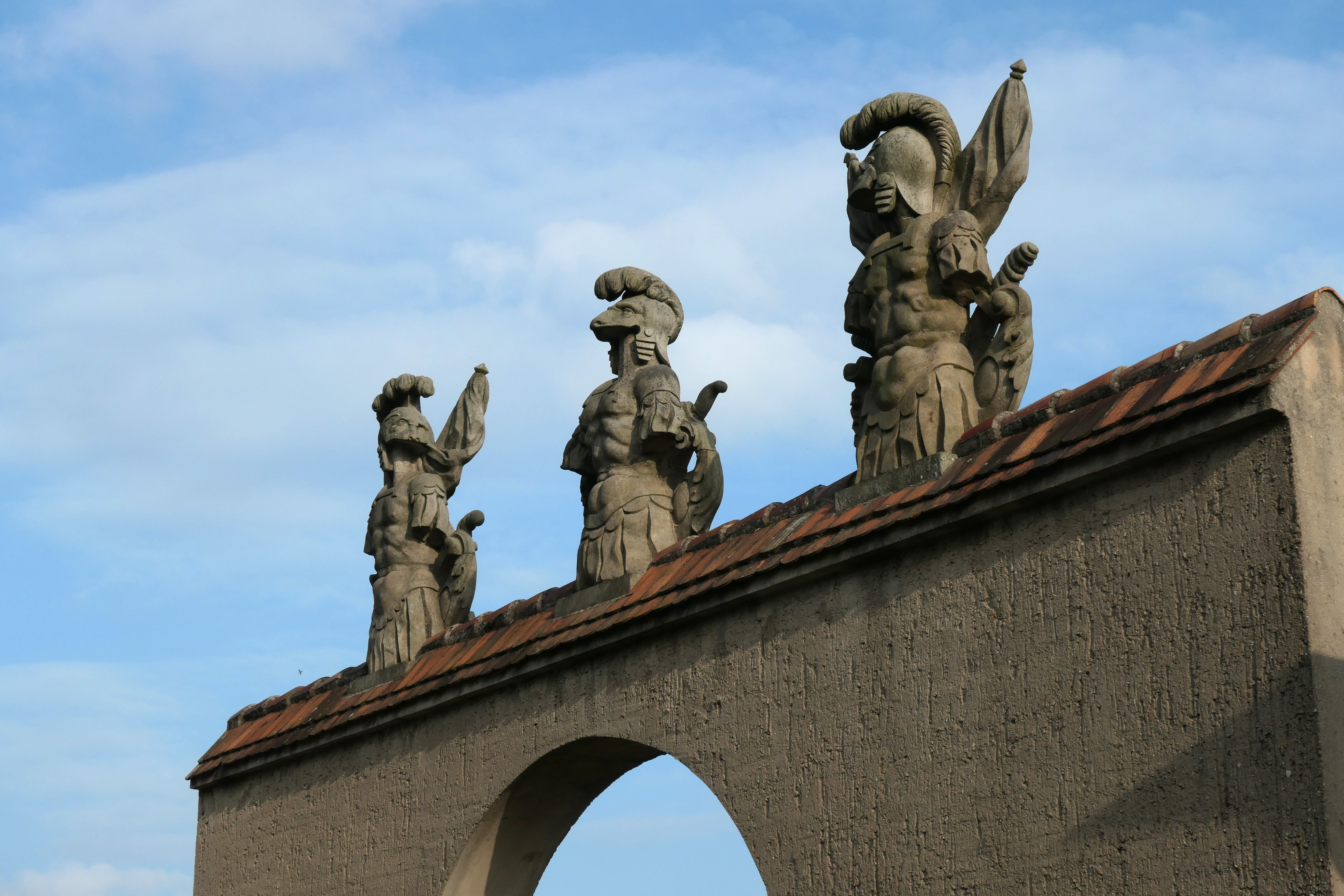
Figuren auf dem Raubrittertor in Groß Schacksdorf

Das ursprüngliche, um 1700 entstandene Tor war weiß verputzt, ebenso der Nachbau des Tores in Klinge, jedoch nicht der Groß Schacksdorfer Nachbau. Das Originaltor war, wie die Nachbauten, etwa vier Meter hoch und sieben Meter breit. Es besaß zwei rundbogige Öffnungen, eine größere für Fahrzeuge und eine kleinere für Fußgänger. Letzteres ist in der Groß Schacksdorfer Version nur angedeutet. Auf der Oberkante standen drei barocke Trophäen, die aus sächsischem Sandstein angefertigt worden sind.
Bei den Rittertrophäen handelt es sich um Pflöcke, denen jeweils ein Helm aufgesetzt ist und in deren Mitte sich jeweils ein Kürass befindet. Solche Figuren galten in der Entstehungszeit des Baues als Siegestrophäen. Ihre Gestalt erinnert an menschliche Figuren, denen die Unterkiefer fehlen. Eine örtliche Sage erzählt, dass früher die Raubritter einer mittelalterlichen Burg in Klinge ihren Opfern die Unterkiefer abgeschnitten hätten, wenn deren Angehörige kein Lösegeld zahlten. Die letzten drei Raubritter wären schließlich ebenfalls in das Burgverlies geworfen worden, und auch ihnen seien die Unterkiefer abgeschnitten worden.
Das neue Raubrittertor in Klinge ist in eine gestaltete Grünanlage beim Aussichtspunkt in den ehemaligen Tagebau einbezogen, das Tor in Groß Schacksdorf steht gegenüber dem Gutshaus am Rande eines Wohngrundstücks.